# Filmstaden Scandinavia
Filmstaden Scandinavia är en biograf i Arenastaden i Solna kommun cirka sex km norr om centrala Stockholm, ägd av Filmstaden. Den är belägen inom gallerian Mall of Scandinavia, har femton salonger med totalt 1860 platser och invigdes den 12 november 2015 . Salong 1 är en IMAX-biograf med 419 platser och Sveriges största filmduk (21,82 meter bred och 11,34 meter hög). Salong 2, 3 och 4 är utrustade med Dolby Atmos, ett system för surroundljud i 3D. Samtliga salonger har 4K-projektorer med HFR (High Frame Rate). 